# Lisa Lorentzen
Lisa Lorentzen (também Lisa Jacobsen; ) é uma matemática norueguesa, conhecida por seu trabalho sobre frações contínuas. É professora emérita no Departamento de Ciências Matemáticas da Universidade Norueguesa de Ciência e Tecnologia (NTNU).

## Livros
Com Haakon Waadeland é autora do livro Continued Fractions with Applications (Studies in Computational Mathematics 3, North-Holland, 1992; 2nd ed., Atlantis Studies in Mathematics for Engineering and Science, Springer, 2008).
É também autora de dois livros didáticos em norueguês: Kalkulus for ingeniører [Cálculo para engenheiros] e Hva er matematikk [O que é matemática?], e co-autora com Arne Hole e Tom Louis Lindstrøm de Kalkulus med én og flere variable [Cálculo com variáveis simples e múltiplas].

## Reconhecimento
Lorentzen é membro da Royal Norwegian Society of Sciences and Letters.